# マサNOTE
『マサNOTE～山本昌が記す球人の軌跡～』（マサノート・やまもとまさがしるすきゅうじんのきせき）は、スカパー!・スポーツライブ+で放送されているプロ野球のOBを交えたトーク番組である。
同番組は昭和・平成の2つの時代、合計32年間にわたり生涯現役を貫いた、元中日ドラゴンズ投手・野球解説者の山本昌が、その32年間にわたるプロ野球生活で戦い抜いたライバルたちを中心としたプロ野球界のレジェンドたちを毎回1人ずつゲストに迎え、様々なライバルとの対戦経験・体験談を語りあかすというものである。番組は山本昌に加えて、回ごとの交代でいずれもフリーアナウンサーの袴田彩会、山田幸美がアシスタントとして聞き手に加わる。
新作の放送頻度としては、プロ野球シーズン中は月1回ペース、オフシーズンは週1回ペース、いずれも週末を中心に随時更新で放送されているほか、過去の再放送も随時実施されている。同番組はスポーツライブ+のほか、BSスカパー!にも配信されており、スカパー!と直接受信契約を結んでいる者は、対象契約セット（スポーツライブ+単独、プロ野球セット他）を結んでいれば視聴できる。

## 出演
- MC：山本昌
- アシスタント：袴田彩会、山田幸美（回ごとに交代）
- ゲスト（◎=放送当時現役選手か指導者　☆=かつて山本昌のチームメイトだった人物）

1. 斉藤雅樹
2. 上原浩治
3. 古田敦也
4. 里崎智也
5. 片岡篤史
6. 岩瀬仁紀☆
7. 森本稀哲
8. 三浦大輔
9. 石川雅規◎
10. 立浪和義☆
11. 五十嵐亮太
12. 多村仁志
13. 緒方孝市
14. 大久保博元
15. 川﨑宗則
16. 中村紀洋☆
17. 鈴木尚広
18. 桧山進次郎
19. 稲葉篤紀
20. 野村謙二郎
21. 佐々木主浩
22. 石毛宏典
23. 星野伸之
24. 岡田彰布
25. 谷繁元信☆
26. 柳裕也◎
27. 黒木知宏
28. 青木宣親◎
29. 山崎武司☆
30. 岩隈久志
31. 工藤公康
32. 鳥谷敬
33. 川上憲伸☆
34. 松中信彦
35. 高橋尚成
36. 井川慶
37. 中畑清
38. 掛布雅之
39. 年末スペシャル (2022年12月, 2時間枠) 里崎智也, 辻発彦, 山川穂高◎, 進行:梅田淳
40. 名監督とプロ野球を語りつくすSP (2023年6月) 緒方孝市、辻発彦
41. 勝負の秋！終盤戦大展望SP (2023年9月) 真中満, ロバート・ローズ
42. 新井貴浩◎

## 関連番組
- さらば、愛しきプロ野球…。